# Carno

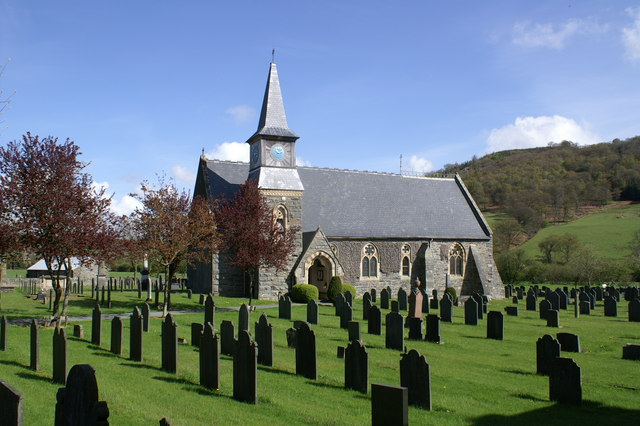
Kościół św. Jana Chrzciciela, Carno

Carno – walijska miejscowość w Górach Kambryjskich, w hrabstwie Powys. W pobliżu wsi znajduje się duża elektrownia wiatrowa.